# محمدعلی حمیدی نوا
محمدعلی حمیدی نوا یک معمار ایرانی بود. وی معمار برج ساعت ساری بوده‌است.

## زندگی‌نامه
حمیدی نوا در سال ۱۳۰۹، هم‌زمان با آغاز پروژه اولیه برج ساعت ساری به دنیا آمد. وی از ۱۳سالگی پس از درگذشت پدرش به بنایی روی آورد.
وی در سال ۱۳۵۵ ازسوی شهرداری ساری برای پروژه بازسازی برج ساعت ساری انتخاب گردید.

## پروژه برج ساعت

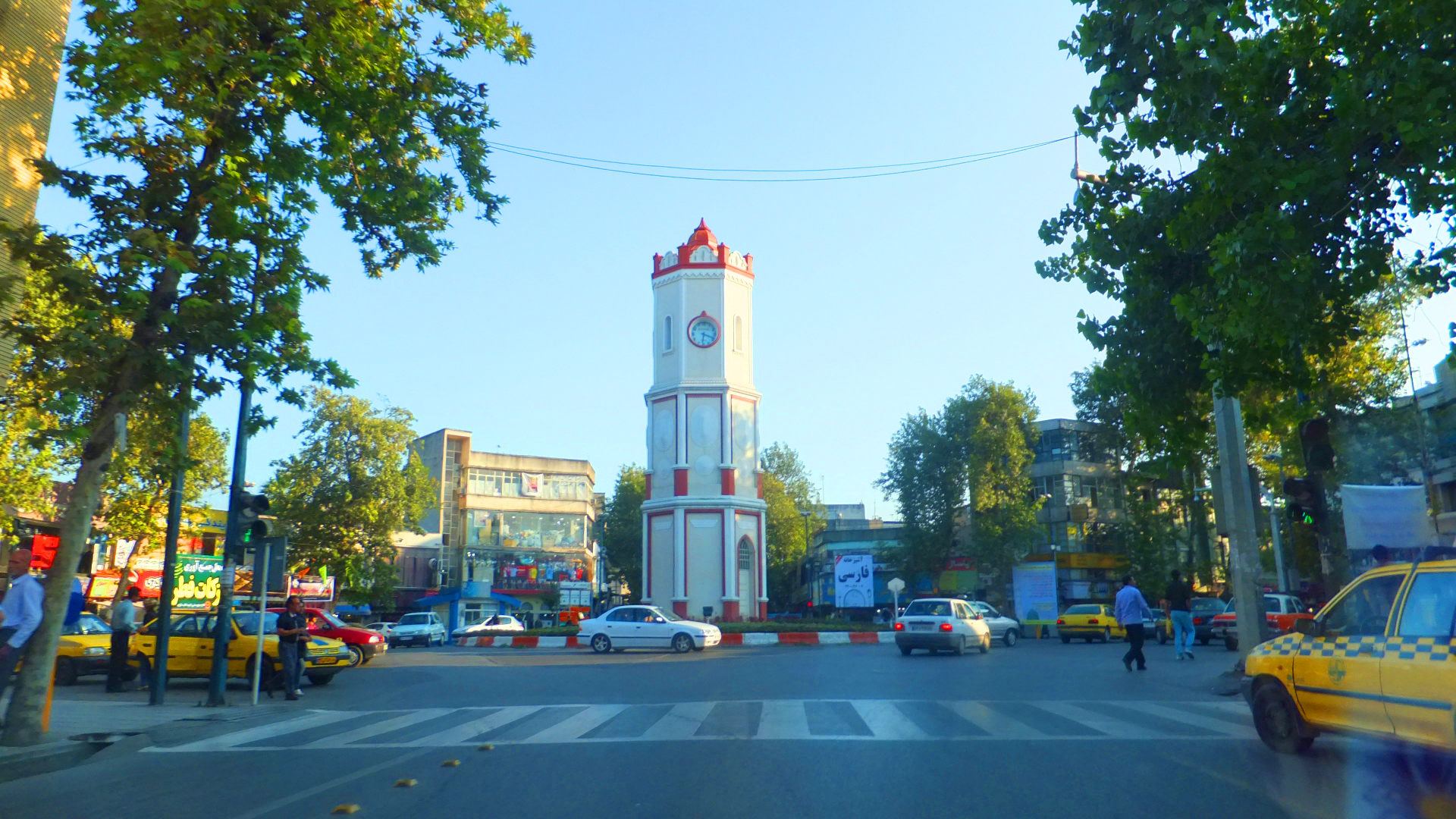
میدان ساعت ساری؛ برج ساعت قابل‌رؤیت است.

برج میدان ساعت ساری در سال ۱۳۰۹ با طرحی از مهندسان آلمانی ساخته شد. سپس در سال ۱۳۴۴ به دستور شهرداری تخریب شد و میدانی فواره‌ای جایگزین آن گردید. در سال ۱۳۵۵ شهرداری ساری تصمیم به ساخت دوباره برج گرفت و حمیدی نوا را برای این کار انتخاب کرد.

## سایر پروژه‌ها
مسجد حضرت ابوالفضل، مسجد خیابان ملت، مسجد امام حسین، مسجد روستای گلما، مسجد روستای پاشاکلا و کارخانه شیر پاستوریزه از دیگر پروژه‌های مشهور وی است.

## درگذشت
وی در ۱۷ دی ۱۳۹۹ در ۹۰سالگی درگذشت.